# 齋藤圭一郎
齋藤圭一郎（日语：／ Saitō Keiichirō，1993年1月18日—）是日本動畫師、動畫導演。

## 个人经历
2015年，齋藤圭一郎畢業於京都精華大學漫畫學部動畫學科，他執導的畢業作品獲優秀畢業作品獎，並在第12屆吉祥寺動畫電影節上獲優秀獎和PRODUCTION I.G獎。
2017年，上述畢業作品入圍第15屆獨立動畫節，他由此與CloverWorks的制作人梅原翔太結識，促使他成為該公司的演出，后来受任《孤獨搖滾！》導演。
2023年，斋藤圭一郎凭借《孤独摇滚！》获得2023年Newtype动漫奖导演奖。

## 参與作品

### 電視動畫
2015年
- 絕對雙刃（原畫）

2016年
- Love Live! Sunshine!!（動畫）
- DAYS（原畫、第二原畫）
- 輕拍翻轉小魔女（原畫）
- 超自然9人組（原畫）
- 魔物獵人物語（分鏡、演出、原畫）

2017年
- 小魔女學園（原畫）
- ACCA13區監察課（原畫）
- Gamers 電玩咖！（原畫）
- 偶像大師 SideM（演出、作画監督、原畫、第二原畫、動畫）

2018年
- 鬼燈的冷徹 第貳期（原畫）
- 前進吧！登山少女（原畫）

2019年
- 不吉波普不笑（分鏡、演出、作畫監督、原畫）
- 精靈寶可夢 太陽&月亮（原畫）
- 小書痴的下剋上（原畫）

2020年
- 更多！認真地不認真的怪傑佐羅力（原畫）
- 強襲魔女 通往柏林之路（原畫）

2021年
- 奇蛋物語 Wonder Egg Priority（原畫）
- 持續狩獵史萊姆三百年，不知不覺就練到LV MAX（原畫）
- Sonny Boy（分鏡、演出、作畫監督、原畫、第二原畫）
- 宿命迴響（原畫）
- 群馬寶寶（原畫）

2022年
- 平家物語（原畫）
-  超異域公主連結 Re:Dive Season 2（原畫）
- 處刑少女的生存之道（原畫）
- 孤獨搖滾！（導演、分鏡、演出）
- 路人超能100 III（原畫）
- 前進吧！登山少女 Next Summit（分鏡、演出、原畫）

2023年
- 【我推的孩子】（OP原畫）
- 葬送的芙莉蓮（導演）

2024年
- 擅长逃跑的殿下（第二原画）

2025年
- mono女孩（原画）

### 劇場動畫
2020年
- 電影哆啦A夢：大雄的新恐龍（原畫）

2024年
- 剧场总集篇 孤独摇滚！Re:（导演）
- 剧场总集篇 孤独摇滚！Re:Re:（导演）

### OVA
2020年
- ACCA13区監察課 Regards（導演[8]）

### Web動畫
2016年
- 家庭教师HITMAN REBORN!×宇宙警探élDLIVE 特别篇联动迷你动画［24H］（動画）

2021年
- 超級小偷（原画）

2024年
- 物语系列 第外季&第怪季（OP原画）

### 其他
2019年
- Fate/strange Fake（CM、原畫）

2020年
- 碧藍航線 3周年記念動畫PV（人物設計、作畫監督）
- 碧藍航線×维纳斯璀璨假期 - 死或生Xtreme - 联动 印象动画PV（作画监督）

## 註解
1. ↑  . 吉祥寺アニメーション映画祭公式ホームページ. 吉祥寺ウエルカムキャンペーン委員会.   [2023-09-17].
2. ↑  @kafunsyokougun.  (推文). 2022-10-09  [2023-11-11] –Twitter.
3. ↑  . GIGAZINE（日语：GIGAZINE）. 2023-10-28  [2023-11-04].
4. ↑  . コミックナタリー (ナターシャ). 2021-12-18  [2023-03-11]. （原始内容存档于2021-12-21）.
5. ↑  kei_globster的2023年4月20日的推文、. Retrieved 2023-04-20.
6. ↑  . コミックナタリー (ナターシャ). 2023-03-08  [2023-03-11]. （原始内容存档于2023-08-31）.
7. 1 2  . 劇場総集編「ぼっち・ざ・ろっく！」公式サイト.   [2025-06-18]. （原始内容存档于2024-07-05） （日语）.
8. ↑  . コミックナタリー (ナターシャ).   [2023-03-11]. （原始内容存档于2023-03-11）.